# Битва при Сен-Прива — Гравелот
Би́тва при Сен-Прива́ — Гравело́т — одно из самых крупных сражений Франко-прусской войны. В битве приняло участие 308 818 солдат при 1176 орудиях. Битва произошла в 12 км к западу от города Мец, после недавнего поражения французов в битве при Марс-ла-Тур.

## Подготовка к битве
16 августа прусские войска выиграли битву при Марс-ла-Тур. Французские войска, попав в кольцо окружения, были вынуждены отойти на несколько километров севернее места битвы, тем самым, загнав себя в ещё большую ловушку. За двое суток немцы получили большое подкрепление и приготовились дать Северной французской армии решающий бой.

## Битва

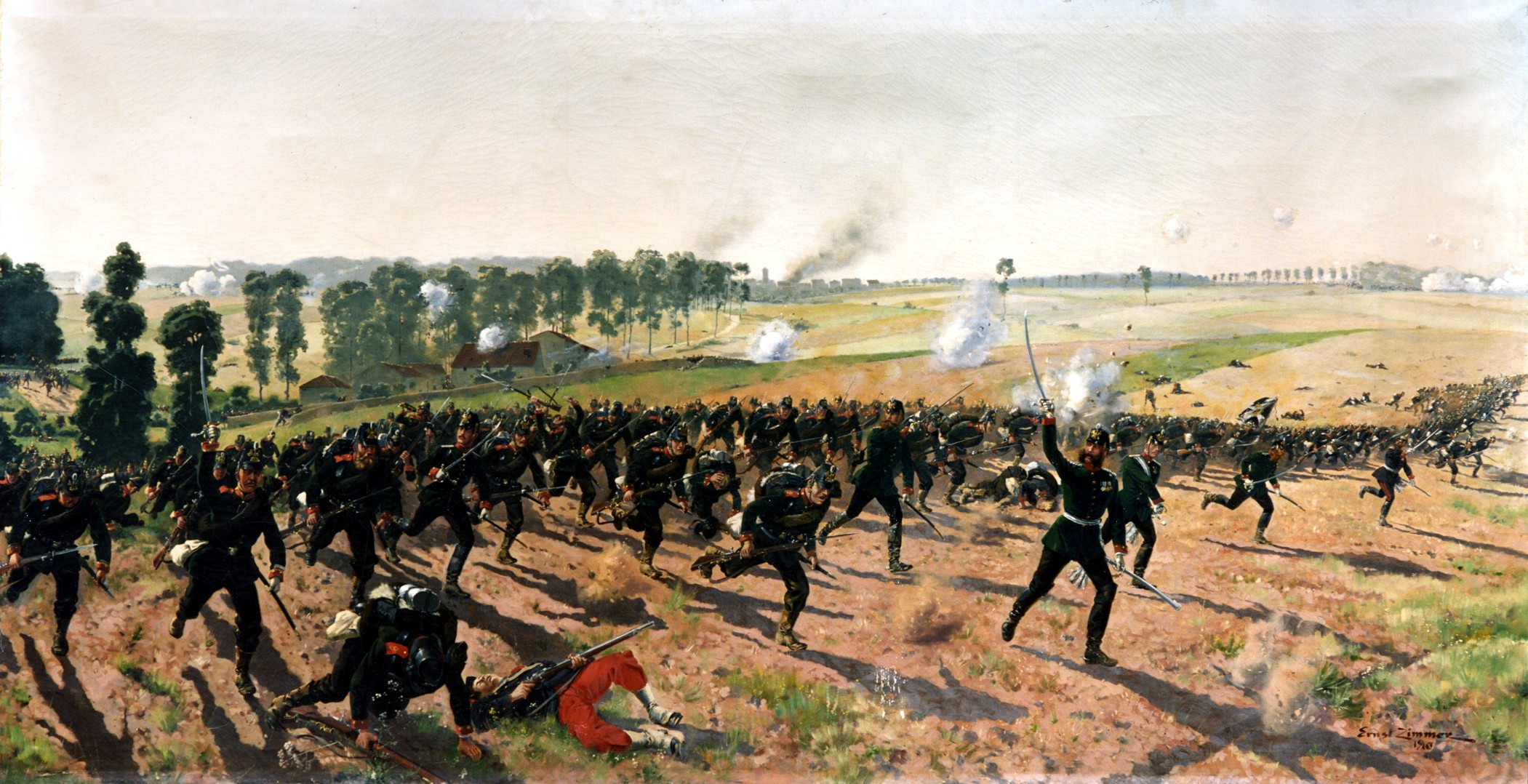
«Атака прусских егерей в битве при Гравелоте» кисти художника Э. Циммера

18 августа главнокомандующий немецкой армией фон Мольтке отдал приказ Первой и Второй немецкой армии вступить в бой. Обе немецкие армии поддерживало большое количество артиллерии. Но французы всю ночь с 17 на 18 августа рыли окопы, траншеи, и всячески укрепляли свои оборонительные позиции. Кроме того, они заняли деревню Сен-Прива, в которой было много высоких каменных строений. Заняв удобные позиции, французы обстреливали немецких солдат из винтовок Шасспо с расстояния 1200 м. Германские войска строились в поле, открытые взорам французских солдат, и несли потери не только от артиллерийского, но и от ружейного огня еще до вступления в бой. Немцы, наступая плотным строем, несли огромные потери. Прусская винтовка Дрейзе могла вести прицельный огонь на расстоянии всего 600 м, и прусским солдатам приходилось преодолевать большие расстояния на хорошо простреливаемой местности, прежде чем они могли открыть огонь. Они начали сражение, не дожидаясь подхода всей артиллерии. Немецкий главнокомандующий фон Мольтке, не организовавший разведку местности и диспозиций противника, теперь расплачивался за свою халатность. Немцы несли огромные потери и не добивались заметных успехов, несмотря на большое численное превосходство.
Только вечером гвардейский корпус и бригады 9-го и 10-го корпусов смогли, при поддержке немецкой артиллерии (французская артиллерия была полностью подавлена немецкой), прорвать французские позиции. Исход сражения решил 12-й корпус немецкой армии, предприняв наступление на фланге и создав угрозу захвата коммуникаций противника. Французы, испугавшись потерять связь с Мецем, начали отступать к нему.

## Конец битвы
Отступив к Мецу, французские войска были там блокированы численно меньшей армией противника. Французские солдаты удерживали Мец ещё 72 дня, после чего город был сдан Пруссии.